# Cynics
Cynics è un EP pubblicato dalla band The Flatliners nel 2009.

## Tracce
1. Filthy Habits
2. This Song Is Like Thunder and Lightning In A Wide Open Field
3. 407